# 海安镇 (徐闻县)
海安镇，是中华人民共和国广东省湛江市徐闻县下辖的一个乡镇级行政单位。也是广东省最南部的陆地城镇，同樣也是中國陸地（不包括海南島）最南端的城鎮，以及207国道的终点。

## 行政区划
海安镇下辖以下地区：
水井社区、白沙社区、坑仔村、加洋村、文部村、麻城村和广安村。

## 交通
- 207国道终点。